# Gorgonocephalus arcticus
Espèce
Gorgonocephalus arcticus, communément appelé Tête de méduse arctique, est une espèce animale du genre Gorgonocephalus. Elle est présente sur la côte atlantique du Canada.

## Description

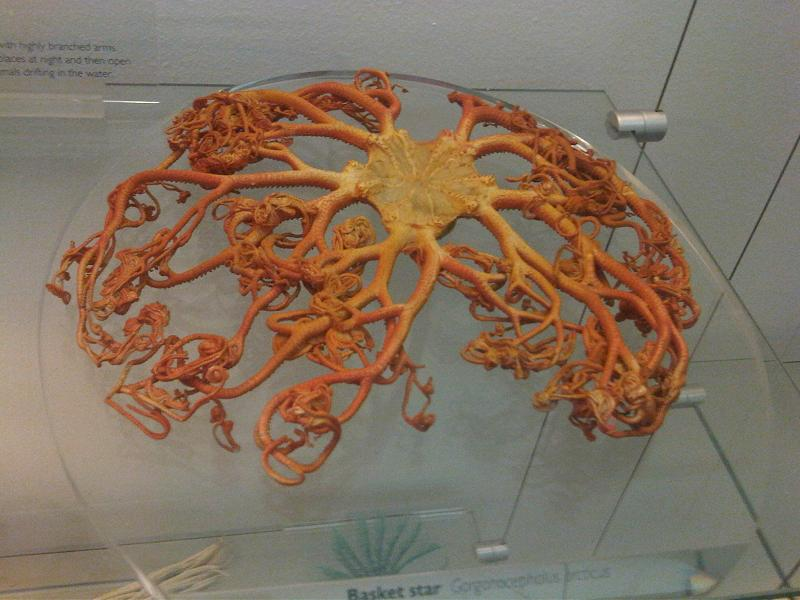
Spécimen de muséum.

C'est une très grosse ophiure gorgonocéphale, dont le seul disque central peut dépasser les 10 cm, et chacun de ses longs bras ramifiés peut dépasser les 35 cm. Ces bras sont robustes, de section ronde, et se séparent en deux rapidement après leur base, puis se ramifient encore en fractale plus ou moins grossière. Les extrémités des ramifications sont plus fines et entortillées. La couleur du disque va de beige clair à brun, en passant par différentes teintes de jaune parfois orangé, et les bras sont couleur crème.

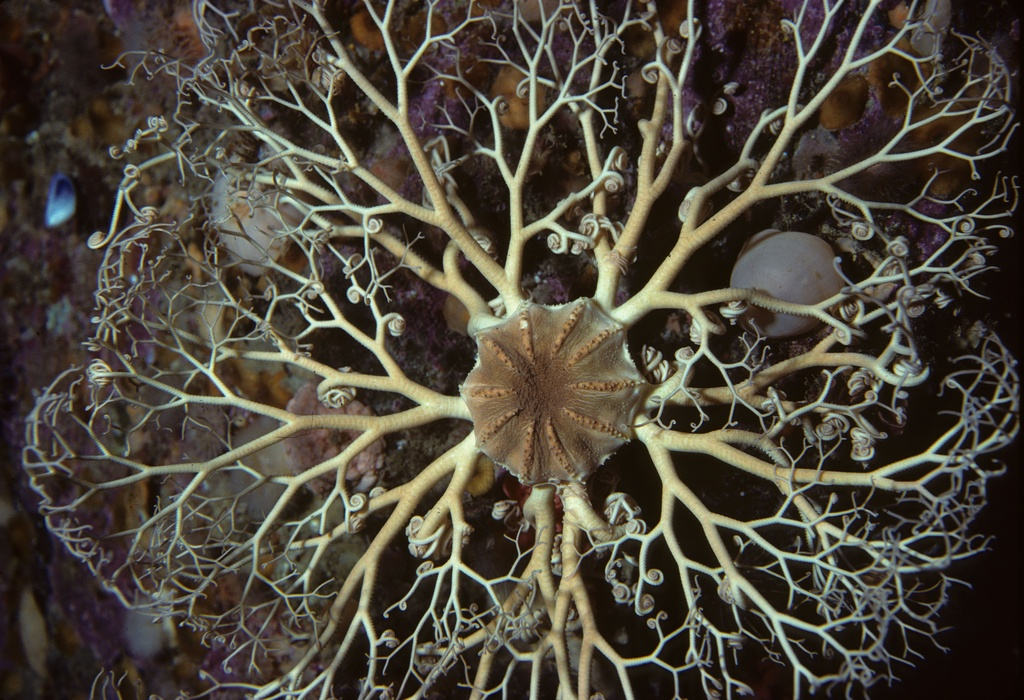
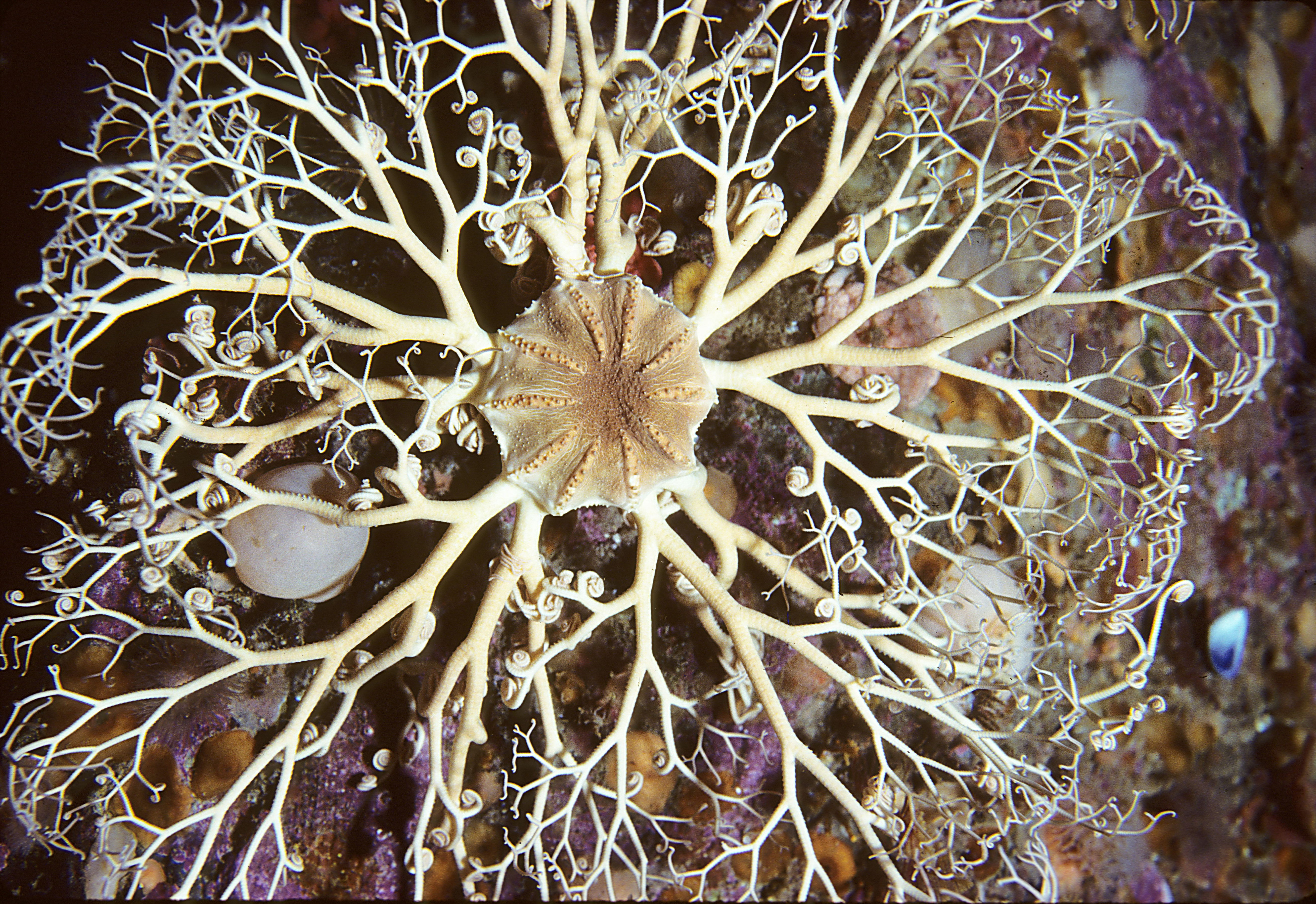
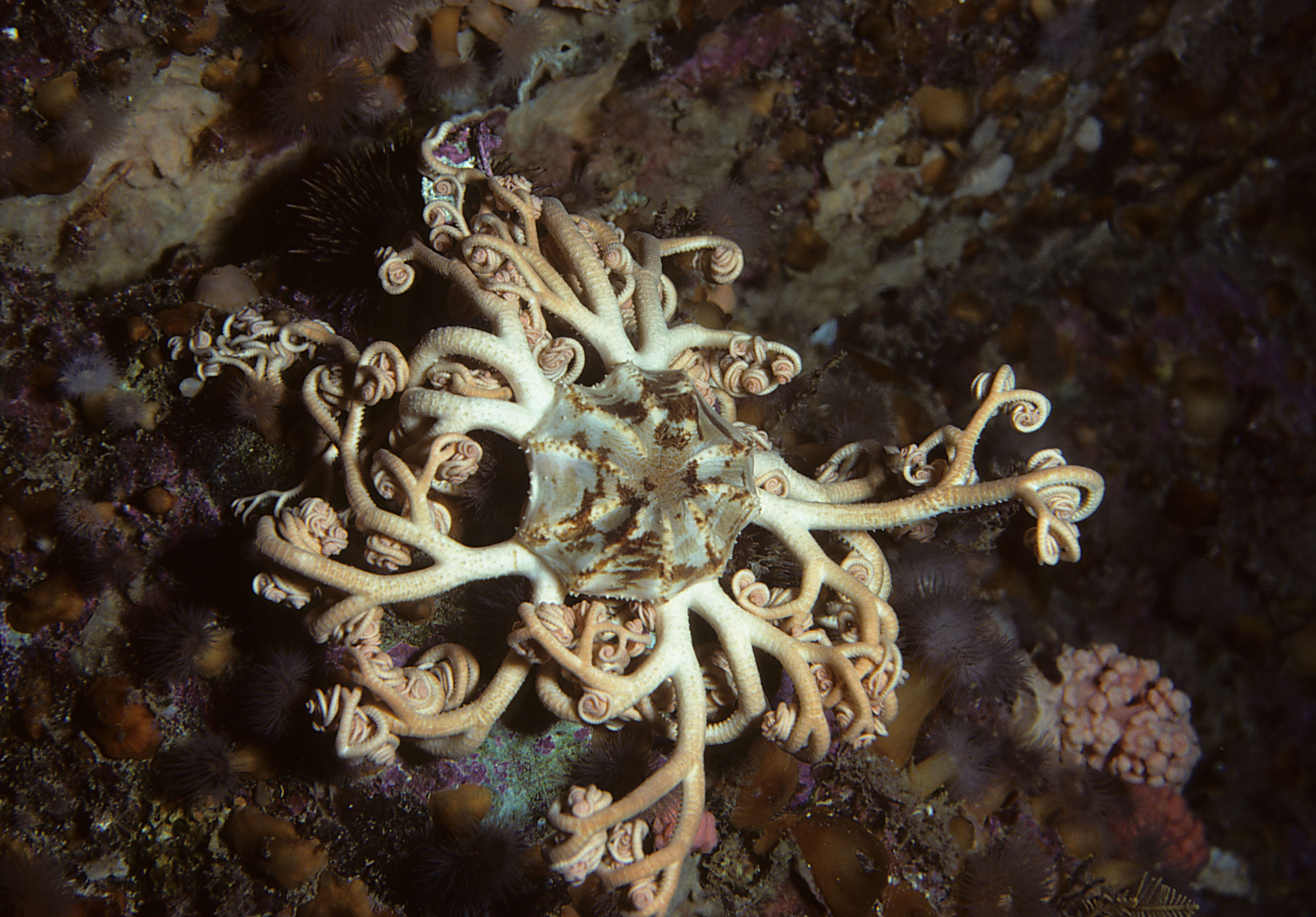
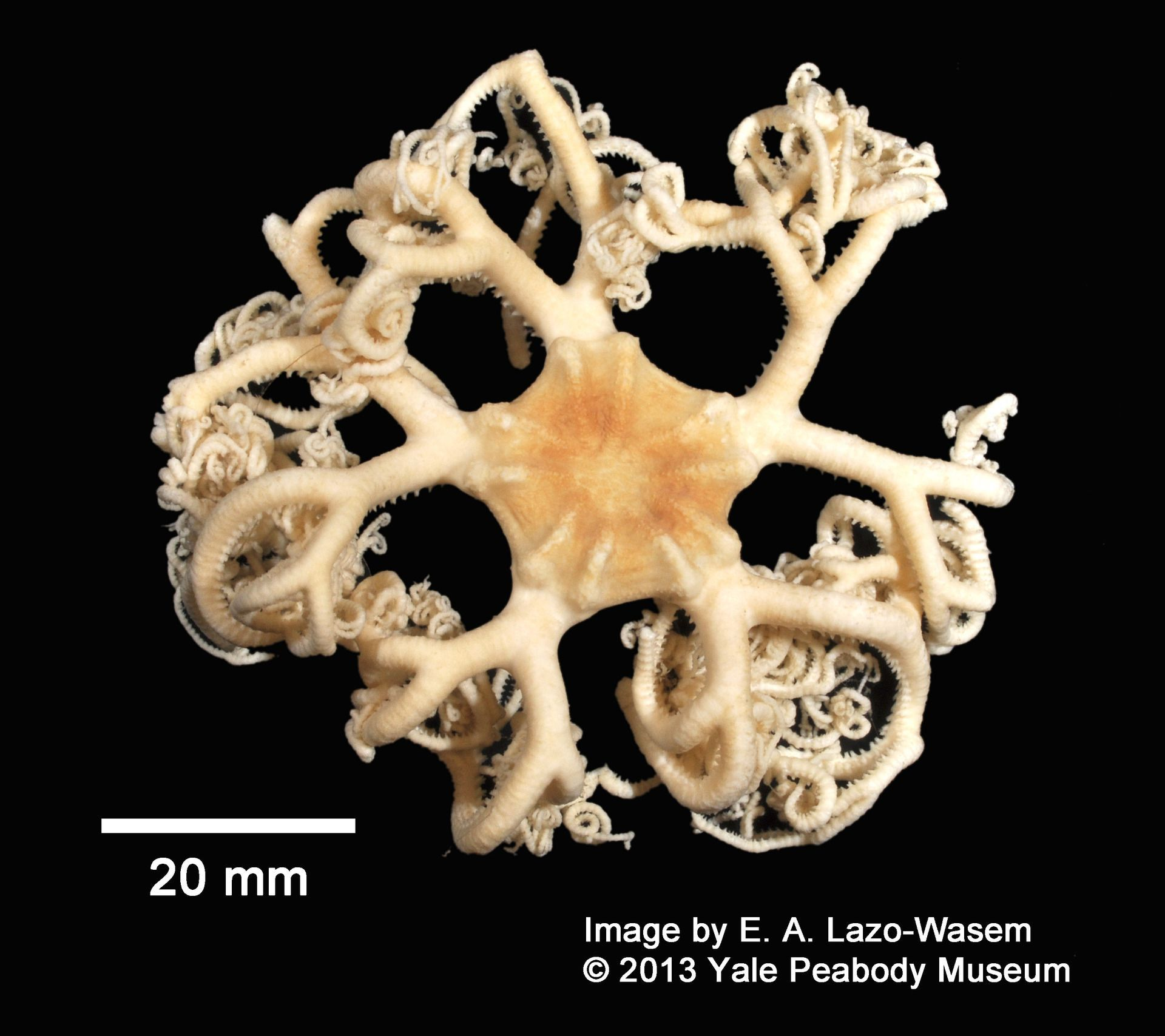
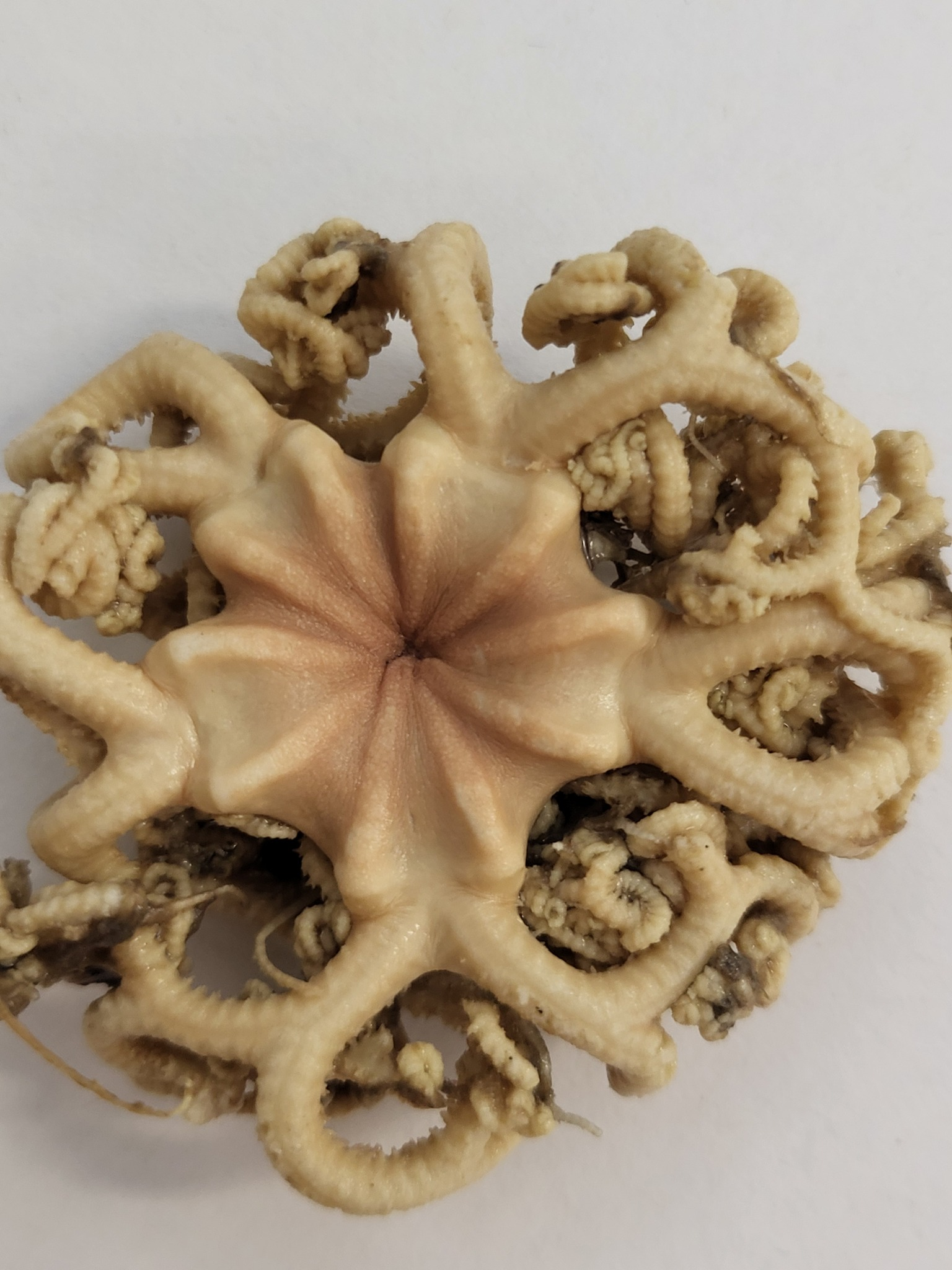
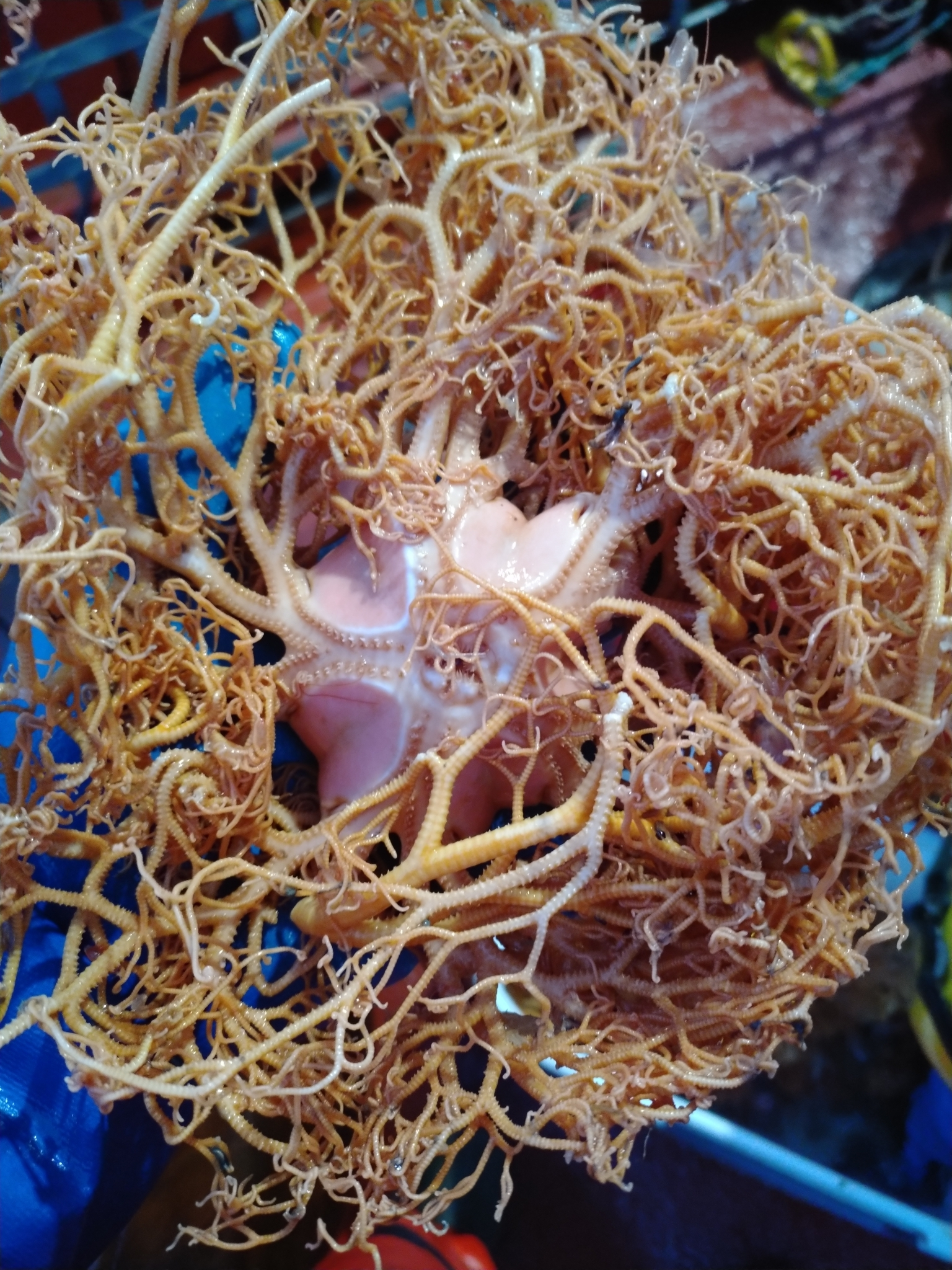

## Habitat et répartition
On trouve cette ophiure dans l'Atlantique nord, jusque dans les eaux glaciales ; elle est présente dans le golfe du Saint-Laurent et dans l’archipel de Saint-Pierre-et-Miquelon. Elles vivent sur des parois où le courant est vif, de 5 à 1 500 m de profondeur.

## Écologie et comportement
Comme toutes les gorgonocéphales, cette ophiure se nourrit par filtration : ses longs bras ramifiés capturent le plancton dans l'eau et l'acheminent jusque vers la bouche.
La reproduction est gonochorique, et mâle et femelle relâchent leurs gamètes directement en pleine eau, où les œufs puis les larves se développeront parmi le plancton avant de se fixer sur un support pour entamer la métamorphose.